# Shrirampur
Shrirampur là một thành phố và là nơi đặt hội đồng đô thị (municipal council) của quận Ahmadnagar thuộc bang Maharashtra, Ấn Độ.

## Nhân khẩu
Theo điều tra dân số năm 2001 của Ấn Độ, Shrirampur có dân số 81.270 người. Nam giới chiếm 51% tổng số dân và nữ giới chiếm 49%. Shrirampur có tỷ lệ 72% biết đọc biết viết, cao hơn tỷ lệ trung bình toàn quốc là 59,5%: tỷ lệ cho nam giới là 79%, và tỷ lệ cho nữ giới là 66%. Tại Shrirampur, 13% dân số nhỏ hơn 6 tuổi.